# 能代市立浅内小学校
能代市立浅内小学校（のしろしりつ あさないしょうがっこう）は、秋田県能代市浅内にある公立小学校である。
現在使用されている校舎は2005年に竣工したもので、木をふんだんに使用しているのが特徴的。

## 沿革
以下、注釈の無い項目は学校の公式サイトの情報によるもの。
- 1875年11月1日 - 河戸川熊野神社境内に「河戸川学校」として開校。
- 1881年6月27日 - 校舎を中浅内301番地に移転。
- 1887年4月1日 - 同上により分離し、「浅内河戸川共立小学校」となる。
- 1892年5月11日 - 「浅内尋常小学校」と改称。
- 1893年11月6日 - 校舎を浅内34番地に移転。高等科を設置し、「浅河尋常高等小学校」となる。
- 1903年8月27日 - 校舎を浅内字上ノ山34番地に移転。
- 1941年4月1日 - 「浅河国民学校」と改称。
- 1947年4月1日 - 「浅内村立浅内小学校」と改称。
- 1955年4月1日 - 市町村合併により「能代市立浅内小学校」と改称。
- 1958年3月20日 - 校舎の新築工事が着工。
- 1960年10月28日 - 新校舎が竣工。
- 1966年8月3日 - プール竣工。
- 1974年
  - 6月23日 - 第2管理棟を火事により焼失。
  - 9月16日 - 新第2管理棟が竣工。
- 2005年3月24日 - 校舎の新築工事が着工。
- 2006年6月25日 - 現在地に新校舎が竣工。
- 2013年7月1日 - 新プール供用開始。

## 校歌
- 作詞：竹内英二郎
- 作曲：信時 潔

## 周辺
- 浅内郵便局
- 秋田自動車道 能代南IC
- コメリハード&グリーン 浅内店
- 浅内沼